# Zalujjea, Dubrovîțea
Zalujjea (în ucraineană Залужжя) este o comună în raionul Dubrovîțea, regiunea Rivne, Ucraina, formată numai din satul de reședință.

## Demografie
Componența lingvistică a comunei Zalujjea
     Ucraineană (99,71%)
     Alte limbi (0,29%)
Conform recensământului din 2001, majoritatea populației comunei Zalujjea era vorbitoare de ucraineană (99,71%), existând în minoritate și vorbitori de alte limbi.